# Ken Kesey
Kenneth Elton Kesey (17. rujna 1935. – 10. studenog 2001.) bio je američki pisac, najpoznatiji po svom romanu Let iznad kukavičjeg gnijezda, kao i kontrakulturna ikona koja je, po mnogima, predstavljala poveznicu između Beat generacije 1950-ih i hipija 1960-ih.

## Djela
Poznatija Keseyeva djela uključuju:
- One Flew Over the Cuckoo's Nest. New York: Viking. 1962.
- Sometimes a Great Notion. New York: Viking. 1964.
- Genesis West peti tom izdan u jesen 1963. godine u slavu Kena Keseya. Ovaj tom uključuje Keseyeva djela i intervju s Gordonom Lishom.
- Kesey's Garage Sale. New York: Viking. 1973.
- Northwest Review Book: Kesey, zbirka bilješki, rukopisa i crteža originalno izdana 1977. godine, ponovno izdana 2001. godine od strane kuće University of Oregon Press.
- Demon Box. New York: Penguin. 1986.
- Caverns. New York: Penguin. 1990.
- The Further Inquiry (scenarij). New York: Viking. 1990.
- Sailor Song. New York: Viking, Penguin. 1992.
- Last Go Round (with Ken Babbs). New York: Viking. 1994.
- Twister (drama). New York: Viking. 1999.
- Kesey's Jail Journal: Cut the Motherfuckers Loose. New York: Viking. 2003.

## Vanjske poveznice
- Webstranica Ken Keseya  Arhivirana inačica izvorne stranice od 22. travnja 2016. (Wayback Machine)